# 240. strelska divizija (ZSSR)
240. strelska divizija (izvirno rusko 240. стрелковая дивизия; kratica 240. SD) je bila strelska divizija Rdeče armade v času druge svetovne vojne.

## Zgodovina
Divizija je bila ustanovljena leta 1941 in bila uničena septembra istega leta v bitki za Kijev. Bila je ponovno ustanovljena oktobra 1941.